# Tracey Hannah
Tracey Hannah (Cairns, 13 juni 1988) is een wielrenner uit Australië.
Tussen 2007 en 2017 behaalde Hannah vijf maal een derde plaats op de Wereldkampioenschappen mountainbike.
Na vier derde plaatsen, wist Hannah in 2019 de Wereldbeker mountainbike op haar naam te schrijven.

## Trivia
Tracey Hannah is de zus van mountainbiker Michael Hannah.